# Gymnastique artistique aux Jeux olympiques d'été de 2020 - barre fixe hommes
Pour un article plus général, voir Gymnastique artistique aux Jeux olympiques d'été de 2020.
Navigation
Rio de Janeiro 2016 Paris 2024
La finale de la barre fixe de gymnastique artistique des Jeux olympiques d'été de 2020 organisés à Tokyo (Japon), se déroule au Centre de gymnastique d'Ariake le 3 août 2021.

## Format
Les 8 meilleurs gymnastes sont qualifiés pour la finale. Les compteurs sont remis à zéro pour la finale, qui ne prend pas en compte les notes des qualifications.
Il ne peut y avoir que deux gymnastes par délégation, le moins bien classé d'entre eux ne serait pas qualifié et le prochain gymnaste le mieux classé serait qualifié à sa place.
Au cas où un gymnaste ne pourrait se présenter à la finale, trois remplaçants sont prévus lors des qualifications.

## Qualifications
Les qualifications ont lieu le 24 juillet 2021.
| Rang | Nom                       | Pays                       | Note D | Note E | Pénalité | Total  | Qualification |
| ---- | ------------------------- | -------------------------- | ------ | ------ | -------- | ------ | ------------- |
| 1    | Daiki Hashimoto           | Japon                      | 6.500  | 8.533  |          | 15.033 | Q             |
| 2    | Milad Karimi              | Kazakhstan                 | 6.400  | 8.366  |          | 14.766 | Q             |
| 3    | Tin Srbić                 | Croatie                    | 6.200  | 8.433  |          | 14.633 | Q             |
| 4    | Brody Malone              | États-Unis                 | 6.500  | 8.033  |          | 14.533 | Q             |
| 5    | Nikita Nagornyy           | Comité olympique de Russie | 6.000  | 8.466  |          | 14.466 | Q             |
| 6    | Takeru Kitazono           | Japon                      | 5.900  | 8.533  |          | 14.433 | Q             |
| 7    | Tyson Bull                | Australie                  | 6.300  | 8.133  |          | 14.433 | Q             |
| 8    | Bart Deurloo              | Pays-Bas                   | 6.500  | 7.900  |          | 14.400 | Q             |
| 9    | Mários Georgíou           | Chypre                     | 6.100  | 8.233  |          | 14.333 | R1            |
| 10   | Xiao Ruoteng              | Chine                      | 6.000  | 8.266  |          | 14.266 | R2            |
| 11   | Lin Chaopan               | Chine                      | 6.300  | 7.900  |          | 14.200 | R3            |
| 12   | Arthur Mariano            | Brésil                     | 6.300  | 7.833  |          | 14.133 | NQ            |
| 13   | Adem Asil                 | Turquie                    | 6.200  | 7.900  |          | 14.100 | NQ            |
| 14   | Artur Dalaloyan           | Comité olympique de Russie | 6.000  | 8.066  |          | 14.066 | NQ            |
| 15   | James Hall                | Grande-Bretagne            | 6.100  | 7.966  |          | 14.066 | NQ            |
| 16   | David Belyavskiy          | Comité olympique de Russie | 5.700  | 8.333  |          | 14.033 | NQ            |
| 17   | Kazuma Kaya               | Japon                      | 6.100  | 7.933  |          | 14.033 | NQ            |
| 18   | Sun Wei                   | Chine                      | 6.200  | 7.800  |          | 14.000 | NQ            |
| 19   | Joe Fraser                | Grande-Bretagne            | 6.100  | 7.833  |          | 13.933 | NQ            |
| 20   | Kohei Uchimura            | Japon                      | 6.600  | 7.266  |          | 13.866 | NQ            |
| 21   | Ahmet Önder               | Turquie                    | 5.700  | 8.133  |          | 13.833 | NQ            |
| 22   | Francisco Barretto Júnior | Brésil                     | 6.200  | 7.633  |          | 13.833 | NQ            |
| 23   | Epke Zonderland           | Pays-Bas                   | 6.300  | 7.533  |          | 13.833 | NQ            |
| 24   | Andreas Toba              | Allemagne                  | 6.300  | 7.500  |          | 13.800 | NQ            |
| 25   | Ludovico Edalli           | Italie                     | 5.800  | 7.933  |          | 13.733 | NQ            |
| 26   | Shane Wiskus              | États-Unis                 | 5.600  | 8.100  |          | 13.700 | NQ            |
| 27   | Illia Kovtun              | Ukraine                    | 6.300  | 7.400  |          | 13.700 | NQ            |
| 28   | Caio Souza                | Brésil                     | 5.900  | 7.566  |          | 13.466 | NQ            |
| 29   | Lukas Dauser              | Allemagne                  | 5.400  | 8.033  |          | 13.433 | NQ            |
| 30   | Max Whitlock              | Grande-Bretagne            | 5.000  | 8.400  |          | 13.400 | NQ            |
| 31   | Petro Pakhnyuk            | Ukraine                    | 5.300  | 8.100  |          | 13.400 | NQ            |
| 32   | Wataru Tanigawa           | Japon                      | 5.600  | 7.800  |          | 13.400 | NQ            |
| 33   | Tang Chia-hung            | Taipei chinois             | 5.800  | 7.600  |          | 13.400 | NQ            |
| 34   | Eddy Yusof                | Suisse                     | 5.400  | 7.966  |          | 13.366 | NQ            |
| 35   | Lee Junho                 | Corée du Sud               | 5.700  | 7.666  |          | 13.366 | NQ            |
| 36   | Rene Cournoyer            | Canada                     | 5.600  | 7.666  |          | 13.266 | NQ            |
| 37   | Diogo Soares              | Brésil                     | 5.000  | 8.233  |          | 13.233 | NQ            |
| 37   | Nicolau Mir               | Espagne                    | 5.000  | 8.233  |          | 13.233 | NQ            |
| 39   | Le Thanh Tung             | Viêt Nam                   | 4.900  | 8.266  |          | 13.166 | NQ            |
| 40   | Ryu Sunghyun              | Corée du Sud               | 5.100  | 8.033  |          | 13.133 | NQ            |
| 41   | Ivan Tikhonov             | Azerbaïdjan                | 5.400  | 7.733  |          | 13.133 | NQ            |
| 42   | Néstor Abad               | Espagne                    | 5.500  | 7.633  |          | 13.133 | NQ            |
| 43   | Benjamin Gischard         | Suisse                     | 4.800  | 8.300  |          | 13.100 | NQ            |
| 44   | Giarnni Regini-Moran      | Grande-Bretagne            | 4.900  | 8.200  |          | 13.100 | NQ            |
| 45   | Daniel Corral             | Mexique                    | 5.200  | 7.900  |          | 13.100 | NQ            |
| 46   | Philipp Herder            | Allemagne                  | 5.300  | 7.800  |          | 13.100 | NQ            |
| 46   | Lee Chih-kai              | Taipei chinois             | 5.300  | 7.800  |          | 13.100 | NQ            |
| 48   | Rasuljon Abdurakhimov     | Ouzbékistan                | 4.300  | 8.733  |          | 13.033 | NQ            |
| 49   | Omar Mohamed              | Égypte                     | 5.000  | 8.033  |          | 13.033 | NQ            |
| 50   | Nils Dunkel               | Allemagne                  | 5.000  | 8.000  |          | 13.000 | NQ            |
| 50   | Hung Yuan-Hsi             | Taipei chinois             | 5.000  | 8.000  |          | 13.000 | NQ            |
| 52   | Sofus Heggemsnes          | Norvège                    | 4.900  | 8.033  |          | 12.933 | NQ            |
| 53   | Yul Moldauer              | États-Unis                 | 5.200  | 7.733  |          | 12.933 | NQ            |
| 54   | Sam Mikulak               | États-Unis                 | 6.000  | 6.866  |          | 12.866 | NQ            |
| 55   | Loris Frasca              | France                     | 4.700  | 8.133  |          | 12.833 | NQ            |
| 56   | Kim Han-sol               | Corée du Sud               | 4.600  | 8.200  |          | 12.800 | NQ            |
| 57   | Robert Tvorogal           | Lituanie                   | 6.100  | 6.666  |          | 12.766 | NQ            |
| 58   | Pablo Brägger             | Suisse                     | 5.900  | 6.700  |          | 12.600 | NQ            |
| 59   | Christian Baumann         | Suisse                     | 5.500  | 7.066  |          | 12.566 | NQ            |
| 60   | Yevhen Yudenkov           | Ukraine                    | 4.700  | 7.833  |          | 12.533 | NQ            |
| 61   | David Rumbutis            | Suède                      | 5.000  | 7.533  |          | 12.533 | NQ            |
| 62   | Joel Plata                | Espagne                    | 6.000  | 6.466  |          | 12.466 | NQ            |
| 63   | Carlos Yulo               | Philippines                | 5.500  | 6.800  |          | 12.300 | NQ            |
| 64   | Aleksandr Kartsev         | Comité olympique de Russie | 5.000  | 7.000  |          | 12.000 | NQ            |
| 65   | Shiao Yu-Jan              | Taipei chinois             | 4.400  | 7.400  |          | 11.800 | NQ            |
| 66   | Loo Phay Xing             | Malaisie                   | 5.000  | 6.766  |          | 11.766 | NQ            |
| 67   | Uche Eke                  | Nigeria                    | 4.900  | 6.600  |          | 11.500 | NQ            |
| 68   | David Huddleston          | Bulgarie                   | 4.500  | 6.966  |          | 11.466 | NQ            |
| 69   | Mikhail Koudinov          | Nouvelle-Zélande           | 5.400  | 5.966  |          | 11.366 | NQ            |
| 70   | Thierno Diallo            | Espagne                    | 5.000  | 6.100  |          | 11.000 | NQ            |
| 71   | David Jessen              | République tchèque         | 5.000  | 6.000  |          | 11.000 | NQ            |
|      | Denis Ablyazin            | Comité olympique de Russie |        |        |          |        | DNS           |
|      | Vladislav Poliashov       | Comité olympique de Russie |        |        |          |        | DNS           |
|      | Zou Jingyuan              | Chine                      |        |        |          |        | DNS           |

| Légende :                                          | Légende :                                                    | Légende :                  |
| -------------------------------------------------- | ------------------------------------------------------------ | -------------------------- |
| - Q = Qualifié - DNS (Did Not Start) = Non partant | - NQ = Non Qualifié - DNF (Did Not Finish) = N'a pas terminé | - R1, R2, R3 = Remplaçants |

## Finale
| Rang               | Nom             | Pays                       | Note D | Note E | Pénalité | Total  |
| ------------------ | --------------- | -------------------------- | ------ | ------ | -------- | ------ |
| Médaille d'or      | Daiki Hashimoto | Japon                      | 6.500  | 8.566  |          | 15.066 |
| Médaille d'argent  | Tin Srbić       | Croatie                    | 6.500  | 8.400  |          | 14.900 |
| Médaille de bronze | Nikita Nagornyy | Comité olympique de Russie | 6.000  | 8.533  |          | 14.533 |
| 4                  | Brody Malone    | États-Unis                 | 6.500  | 7.700  |          | 14.200 |
| 5                  | Tyson Bull      | Australie                  | 5.800  | 6.666  |          | 12.466 |
| 6                  | Takeru Kitazono | Japon                      | 6.100  | 6.233  |          | 12.333 |
| 7                  | Bart Deurloo    | Pays-Bas                   | 5.600  | 6.666  |          | 12.266 |
| 8                  | Milad Karimi    | Kazakhstan                 | 5.000  | 6.266  |          | 11.266 |